# Scène du Déluge
Une scène du Déluge ou Le Déluge de Joseph-Désiré Court est une peinture réalisée à partir de 1826. Elle illustre le mythe cataclysmique du Déluge inspiré de la Genèse 7,1-12.
Exposée au Salon de 1827 au Louvre (musée national en France), le 4 novembre, Court y participe en tant que lauréat du prix de Rome et de ce fait, ne peut concourir aux décorations décernées à l’issue de ce salon. L’État se procura l’œuvre pour 3 000 francs. Le tableau fait partie des collections du musée des Beaux-Arts de Lyon.

## Description
Court choisit de représenter une scène limitée à un cadre étroit, une action centrée sur quatre personnages.
Deux ensembles se distinguent : le couple de la femme et de l'enfant, réduit à la moitié inférieure du cadre, caractérisé par une gamme chromatique très claire, et par des formes rondes qui contrastent avec les lignes précises des muscles et des tendons des hommes ; la seconde paire est celle de l'homme et du vieillard, qui traverse presque toute l'étendue du cadre, réunis par l'axe du bras tendu et caractérisée par des teintes plus chaudes. La lumière se concentre sur la scène, tout le rocher n'est pas également éclairé et au-dessus du corps de l'homme on le voit couvert d'ombres. Les personnages à gauche, en profondeur, se dessinent à peine dans l'obscurité. La profondeur est introduite horizontalement : la branche à droite semble être le point le plus proche du spectateur, comme sortant du cadre, et à l'inverse le côté gauche n'offre qu'un plan beaucoup plus sombre où se dessine à peine la ligne d'un rocher, très légèrement éclairé par des teintes rouge grenat qui répondent à la chevelure du personnage central. Les regards des visages éclairés se concentrent tous sur la figure ombragée de l'homme qui contraste avec la clarté de son corps.

## Contexte historique
Six ans après avoir remporté le prix de Rome, Joseph-Désiré Court peint Une scène du Déluge, toile qui sera exposée la même année à Paris, dans la France bourbonienne de la Restauration sur laquelle Charles X règne depuis 1824. Il abdiquera en 1830. 
L’influence du roi est manifeste lors du Salon de 1827 lorsque l’on sait que l’exposition ouvrit ses portes le 4 novembre, jour de la fête du Roi, que les membres du Jury (qui a la mainmise sur les œuvres choisies) ont été majoritairement sélectionnés par le Roi mais aussi que les récompenses ont été remises en sa présence illustrant ainsi l’intention de l’État de poser son empreinte sur la vie artistique de son époque.

## Contexte artistique
Dans le Salon de 1827 se cristallise l'opposition entre l'école néo-classique et le romantisme. Cependant, ce n'est pas qu'une opposition de courant artistique, il s'agit en effet pour l'État de valoriser un idéal esthétique et de faire de ce Salon une vitrine de l'École française. Malgré une domination des peintures historiques qui ont le soutien de l'État, on trouve pourtant une diversité de thèmes liée au mouvement romantique : des paysages inspirés de la peinture anglaise et italienne, des sujets tirés de l'antiquité égyptienne, mais aussi une innovation technique sur des thèmes plus traditionnels (comme par exemple Le Christ au Jardin des Oliviers d'Auguste Delacroix).
Les œuvres médaillées sont majoritairement des toiles d'inspiration néo-classique, mais plusieurs artistes romantiques sont néanmoins récompensés. Le Romantisme est jugé assez favorablement par le pouvoir, notamment sous l'influence d'Auguste de Forbin, favorable à l'innovation (ce qui s'illustre par l'acquisition de nombreuses toiles romantiques par l'État).